# رومئو و ژولیت
رومئو و ژولیت (به انگلیسی: Romeo and Juliet) تراژدی نوشته‌شده توسط ویلیام شکسپیر در اوایل کار اوست که در مورد دو عاشق این نمایشنامه یکی از محبوب‌ترین نمایشنامه‌های شکسپیر در زمان حیاتش می‌باشد و در کنار هملت یکی از نمایشنامه‌هایی است که بر روی پرده رفته است. امروزه از شخصیت‌های اصلی داستان به‌عنوان عاشقان آرمانی یاد می‌شود.
رومئو و ژولیت کششی به داستان‌های عاشقانه دوران باستان دارد. درون‌مایه اثر براساس داستانی ایتالیایی است، که به صورت شعر با نام تاریخ باستانی رومئو و ژولیت توسط آرتور برووک در سال ۱۵۶۲، و به صورت نثر در سال ۱۵۹۱ توسط ویلیام پینتر نوشته شدند. شکسپیر از هردو اثر استفاده کرد، ولی برای گسترش داستان، شخصیت‌های مکمل داستان به‌خصوص مرکوتیو و پاریس را دچار تغییراتی نمود. این نظر وجود دارد که نمایشنامه بین سال‌های ۱۵۹۱ تا ۱۵۹۵ نوشته شده، و برای نخستین‌بار در قطع ربع کاغذ در سال ۱۵۹۷ به چاپ رسید. این نسخه کیفیت پایینی داشت و نسخه‌های بعدی اصلاح‌شده و با اصل اثر شکسپیر مطابق گشتند.
استفاده شکسپیر از ترکیب دراماتیک، به‌خصوص اثرات تعویض بین کمدی و تراژدی و گسترش کشمکش‌ها، گسترش کاراکترهای فرعی، و استفاده از درون‌مایه‌های فرعی و زیبا نمودن آن، به عنوان نشانه‌های اولیه توانایی‌های او مورد توجه است. نمایشنامه شکل‌های شاعرانه مختلفی به کاراکترهای مختلف می‌بخشد و گاهی شکل کاراکترها نیز تغییر می‌کند. برای مثال رومئو، در غزل در طول نمایشنامه ماهرتر می‌گردد.
رومئو و ژولیت بارها درسالن‌های تئاتر، فیلم، موسیقی و اپرا مورد استفاده قرار گرفته است. این اثر در دوران بازگردانی پادشاهی انگلستان دوباره زنده شد و به‌طورکلی توسط ویلیام داونانت اصلاح گشت. در نسخه قرن ۱۸ام چندین صحنه اصلاح، و مواردی که شاید زشت پنداشته می‌شدند حذف گشتند و نسخه اپرایی جورج بندا بسیاری از اقدامات را حذف کرده و یک پایان خوش به آن اضافه کرد. اجراهای قرن۱۹، شامل اجرای شارلوت کوشمان، اثر اصلی را بازیابی نموده و بیشتر بر روی رئالیسم تمرکز نمود. نسخه ۱۹۳۵از جان گیلگود بسیار به اثر شکسپیر نزدیک بود، از لباس‌ها و صحنه‌های دوران الیزابت استفاده کرد تا درام را ارتقا بخشد. درقرن ۲۰ و ۲۱، نمایشنامه با نسخه‌های جدید و گوناگونی، چون تولید ۱۹۳۶ جورج کوکور، نسخه ۱۹۶۸ فرانک زفیرللی، نسخه الهام‌گرفته MTV رومئو و ژولیت در سال ۱۹۹۶ توسط باز لورمان و نسخه غیرشکسپیری ۲۰۱۳ توسط کارلو کارلی نمونه‌هایی از این بودند.

## شخصیت‌های اصلی
| منزل حاکم ورونا - شاهزاده اسکالوس شاهزاده حاکم ورونا - کنت پاریس خویشاوند اسکالوس و مایل به ازدواج با ژولیت - مرکوتیو خویشاوند دیگر اسکالوس و دوست رومئو عمارت کپیولت - کپیولت بزرگ خاندان کپیولت - بانو کپیولت مادر خانواده کپیولت - ژولیت دختر ۱۳ساله کپیولت و شخصیت زن - تیبالت عموزاده ژولیت و برادرزاده بانو کپیولت - پرستار همراه شخصی ژولیت و محرم اسرارش - رزالین برادرزاده لرد کپیولت و عشق اول رومئو در ابتدای داستان | منزل مونتیگو - منتیگو بزرگ خاندان مونتیگو - بانو مونتیگو مادر خانواده مونتیگو - رومئو پسر مونتیگو و شخصیت اصلی مرد داستان - بنولیو عموزاده رومئو و بهترین دوستش دیگران - فریار لارنس راهب صومعه فرانسیسکن |

## خلاصه داستان
قهرمانان این نمایشنامه دختر و پسری از دو خانواده بزرگ و رقیب در شهر ورونا هستند که با یکدیگر دشمنی و اختلاف دیرینه دارند. رومئو که از خاندان مونتگیو است، به امید ملاقات با رزالین، دختری که رومئو دلباخته‌اش شده، به ضیافت لرد کپیولت می‌رود؛ آنجاست که رومئو، ژولیت دختر لرد کپیولت را ملاقات می‌کند و رزالین را فراموش می‌نماید. رومئو و ژولیت پس از نخستین شب عشق ورزی، در تلاش برای رسیدن به یکدیگر به بن‌بست می‌رسند. در این میانه خانواده‌های آن دو که کینه‌ای دیرینه از هم دارند، آتش اختلافاتشان بالا می‌گیرد و رومئو ناخواسته باعث مرگ تیبالت از خانواده کپیولت می‌شود و کار را بدتر می‌کند. حاکم ورونا دستور می‌دهد که رومئو شهر را ترک کند. ژولیت که از یک سو غم دوری از رومئو و از سوی دیگر غم از دست رفتن تیبالت قلبش را می‌فشارد، سخت اندوهگین می‌شود. خانواده ژولیت که از ازدواج مخفیانه او با رومئو که با وساطت لارنس راهب صورت گرفته بی‌خبرند، ژولیت را به این امر می‌کنند که با خواستگارش، کنت پاریس ازدواج کند. ژولیت نزد لارنس راهب می‌رود و از او چاره جویی می‌کند. لارنس به ژولیت مایعی را می‌دهد که با مصرف آن ۴۲ ساعت به خوابی مرگ گونه فرو خواهد رفت؛ پیش‌بینی لارنس این است که خانواده ژولیت به تصور این که دخترشان مرده، او را در مقبره خانوادگی قرار خواهند داد و در این میانه لارنس این فرصت را خواهد داشت که قاصدی را نزد رومئو بفرستد و او را به ورونا بخواند تا همراه ژولیت که در نهایت از خواب مرگ گونه برخواهد خاست که به مکان امنی بروند. ژولیت ناامید از تحقق عشقش و با هدف تنبیه و هشدار دیگران، مایعی را که لارنس به او داده می‌نوشد که مدتی او را همچون مرده‌ای به خواب عمیقی فرومی‌برد. خبر مرگ ژولیت در شهر می‌پیچد و مجلسی که برای ازدواج ژولیت با کنت پاریس برپا شده بود، به مجلس عزا بدل می‌شود. در همین اثنا نقشه لارنس برای ارسال خبر برای رومئو ناکام می‌ماند؛ زیرا، جان که راهب دیگری است پیش از آن که بتواند پیغام را به رومئو برساند در خانه‌ای که نوعی بیماری مسری در آن شیوع یافته و به امر حاکم قرنطینه شده گرفتار می‌شود. رومئو بی‌خبر از همه جا خبر نادرست مرگ ژولیت را از مستخدمش، بالتازار، دریافت می‌کند و پس از آن که سمی را از یک داروساز می‌خرد رهسپار ورونا می‌شود. رومئوی دل‌شکسته و بی‌خبر، برای حضور در کنار پیکر ژولیت که در انتظار برگزاری مراسم تدفین، در کلیسا گذاشته شده حاضر می‌شود و در آن جا با کنت پاریس که برای گذاشتن گل بر مزار ژولیت آمده در گیر می‌شود و او را به قتل می‌رساند. رومئو جسد پاریس را به داخل مقبره کپیولت‌ها می‌کشاند و در آن جا با پیکر ظاهراً بیجان معشوقش روبرو می‌شود. رومئو سم را می‌خورد و جان می‌دهد. دیری نمی‌گذرد که چهل و دو ساعت پایان یافته و ژولیت از خواب برمی‌خیزد و چون با جسد بیجان رومئو روبرو می‌شود، با خنجر رومئو به زندگی‌اش پایان می‌دهد. لرد مونتگیو، لرد کپیولت و حاکم ورونا سر صحنه حاضر می‌شوند و لارنس راهب کل ماجرا را برای آن‌ها توضیح می‌دهد. حاکم که با جسد کنت پاریس که از خویشاوندانش است روبرو شده با یادآوری این که دشمنی دو خاندان مسبب این اتفاقات بوده لرد مونتگیو و لرد کپیولت را سرزنش می‌کند؛ آن دو که سخت اندوهگین‌اند سرانجام با یکدیگر دست دوستی می‌دهند و نفرت دیرینه دو خاندان با مرگ رومئو و ژولیت پایان می‌یابد.

## منابع

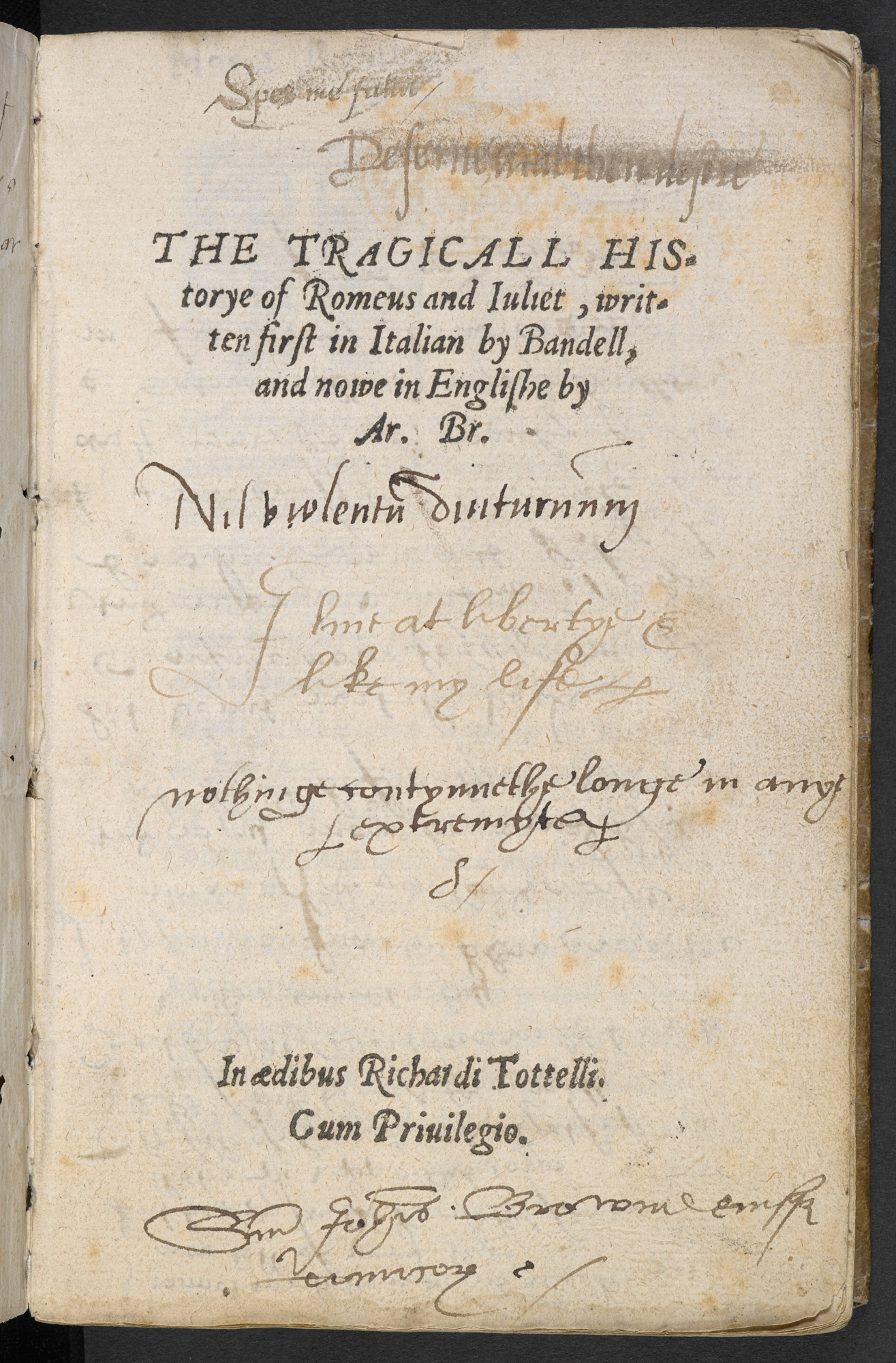
عنوان شعر رومئو و ژولیت از آرتور بروکس

## تاریخ و متن

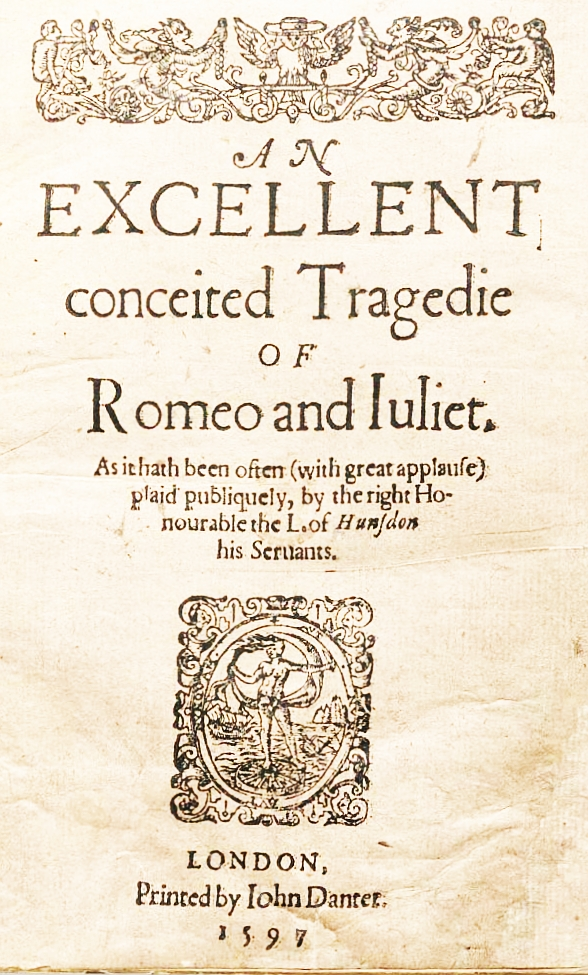
صفحه اول نسخه نخست

دقیقاً مشخص نیست که شکسپیر چه‌زمانی رومئو و ژولیت را نوشته است. پرستار ژولیت از زمین‌لرزه‌ای یاد می‌کند که ۱۱سال پیش رخ‌داده است. ممکن است به زلزلهٔ تنگه دوور در سال ۱۵۸۰اشاره‌کند، که همان سال ۱۵۹۱ در داستان می‌شود. زلزله‌های دیگر- هم در انگلستان و هم در ورونا- در زمان‌های مختلفی رخ داده است. اما شباهت سبک نمایشنامه‌های رؤیای نیمه شب تابستان و دیگر نمایشنامه‌های مرسوم در حدود سال‌های ۱۵۹۴–۱۵۹۵ ثبت شده، محل ترکیب زمانی آن بین سال‌های ۱۵۹۱ و۱۵۹۵ است. یک فرضیه نیز این است که شکسپیر پیش‌نویس نمایشنامه را در سال ۱۵۹۱ آغاز و در سال ۱۵۹۵ تکمیل کرده است.
شکسپیر رومئو و ژولیت را در دو قطع ربع کاغذ در نسخه‌های پیش از چاپ، در سال ۱۶۲۳منتشر کرد. اولین نسخه چاپی، در سال ۱۵۹۷ توسط جان دانتر به چاپ رسید. به‌دلیل اینکه این نسخه دارای ایرادات فراوانی نسبت به نسخه‌های بعد ازخود بود، نسخه بد نامیده شد. ویراستار قرن ۲۰، آقای اسپنسر، از این نسخه بدین گونه یاد می‌کند: «یک متن نفرت‌انگیز، که شاید خاطرات ناقص یک یا دو تن از بازیگران بوده باشد را نشان می‌دهد» و شاید آن را برای انتشار سرقت نموده‌اند.
نسخه برتر، هیجان‌انگیزترین و سوزناکترین تراژدی رومئو و ژولیت نامیده شد. این نسخه در سال ۱۵۹۹ توسط توماس کریید چاپ، و توسط کاتبرت بوربی انتشار یافت. نسخه دوم ۸۰۰ سطر بیشتر از نسخه اول دارا بود. صفحه عنوان این کتاب این مطلب را بیان می‌کرد «تصحیح جدید، کامل، بهبود یافته». محققان بر این باور بودند که نسخه دوم براساس نوشته‌های پیش از چاپ شکسپیر (که آن را اوراق لکه‌دار خود می‌نامید) بود، از آنجا که عجایب متنی مانند برچسب‌های متغیر برای شخصیت‌ها و «استارت‌های اشتباه» برای آغاز گفتگوها که احتمالاً از طریق نویسنده زده شده اما به اشتباه توسط حروف‌چین حفظ شده‌اند، می‌باشد. این نسخه از نسخه‌های دیگر همچون نسخه سوم ۱۶۰۹، نسخه چهارم۱۶۲۲ و نسخه پنجم ۱۶۳۷ بهتر بود. در واقع، همهٔ نسخه‌های بعدی و برگه‌ها رومئو و ژولیت براساس نسخه دوم است، و ویراستاران مدرن نیز بر این باورند که هرگونه انحراف از نسخه دوم، از جانب ویراستاران یا حروفچینان صورت‌گرفته و شکسپیر هیچ نقشی نداشته است.
نسخه‌های مدرن این اثر نخستین بار توسط نیکولاس روو در سال ۱۷۰۹، و پس از آن توسط الکساندر پاپ در سال ۱۷۲۳ پدید آمدند. پاپ سنت ویرایش نمایشنامه را با افزودن اطلاعاتی دستورهای بر روی صحنه که در نسخه دوم فراموش شده‌بودند، به نسخه اول افزود. این سنت تا اواخر دورهرومانتیک ادامه یافت. این نسخه برای اولین‌بار به‌طور کامل در دوره ویکتوریا ظاهر شد و تا به امروز ادامه دارد، که به همراه متن، پاورقی‌هایی وجود دارد که منابع و فرهنگ پشت صحنه را توضیح می‌دهد.

## درون‌مایه و موضوع

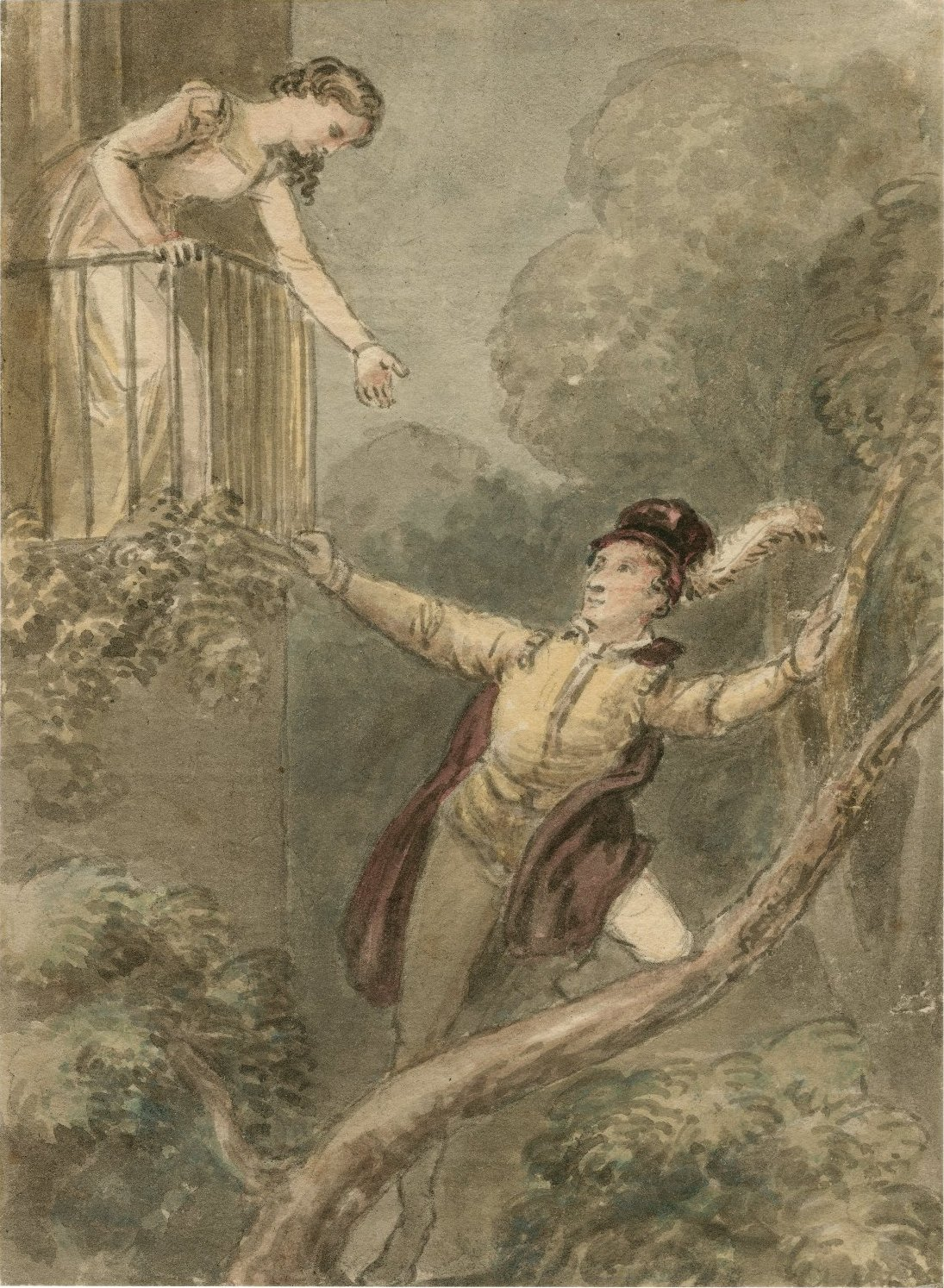
آبرنگ قسمت دوم صحنه دوم رمان رومئو و ژولیت. ژولیت در بالکن.

محققان به این نتیجه رسیده‌اند که نمی‌توان یک درون‌مایه ثابت و کلی برای این نمایشنامه پیدا کنند. پیشنهادهایی که برای درون‌مایه می‌شود، شامل کشف شخصیت‌ها بر این اساس است که، انسان‌ها به‌طورکلی نه خوب، و نه بد هستند، و درعوض کم‌وبیش به یکدیگر شباهت دارند بیداری از خواب و حرکت به سمت واقعیت، خطر اقدامات شتابزده یا قدرت غم‌انگیز سرنوشت است. هیچ‌کدام از این موارد به‌طورکلی درون مایه را تشکیل نمی‌دهند. اگرچه یک درون‌مایه کلی نمی‌توان برای این اثر یافت، ولی داستان از عناصر موضوعی کوچک و متعددی تشکیل شده است که به صورت پیچیده‌ای کنار هم قرار گرفته‌اند. تعدادی از این عناصر توسط محققان در زیر بحث شده است.

### عشق
در رومئو و ژولیت، صرف‌نظر از عشق دو جوان به یکدیگر، می‌توان به این نتیجه رسید که این اثر، یک درون‌مایه واحد ندارد. رومئو و ژولیت تبدیل به سمبل دو معشوقهٔ جوان و محکوم به نابودی شده‌اند. اگرچه این یک موضوع مشهود در نمایشنامه است، برخی از محققین به دنبال کشف زبان و تاریخ پشت این اثر هستند.
در نخستین ملاقات، رومئو و ژولیت گونه‌ای از گفتگو را به کار می‌برند که بسیاری از نویسندگان در زمان شکسپیر، در آداب و معاشرت‌های خود به کار می‌بردند؛ یعنی استعاره. با استفاده از استعاره قدیسین و گناهکاران، رومئو قادر بود تا احساسات ژولیت را به صورت غیرتهدیدی امتحان کند. این روش برای نخستین‌بار توسط بالداسار کاستلیونه ارائه شد (که آثارش در آن زمان به انگلیسی ترجمه شده بود). او بیان می‌کرد که اگر یک مرد از استعاره به‌عنوان دعوت‌نامه استفاده کند، زن قادر نخواهد بود هدف او را دریابد، و او خواهد توانست با افتخار عقب‌نشینی کند. ژولیت نیز در این استعاره شرکت کرده و آن را گسترش می‌دهد. استعاره‌های دینی از قبیل «زیارتگاه»، «زایر» و «قدیس» در شعر آن زمان کاربرد داشتند، و بیشتر معنای رومانتیک و عاشقانه از آنان برداشت می‌شد تا معانی کفرآمیز؛ زیرا که تقدس از اول با مذهب کاتولیک همراه بوده است. بعدها در نمایشنامه، شکسپیر بیشتر اشارات جسورانه به رستاخیز مسیح در کنار آرامگاهش را در منبع اصلی نوشتن خود، یعنی رومئو و ژولیت بروکس حذف کرد.
بعدها در صحنه بالکن، رومئو، گفتگو ژولیت با خود را می‌شنود، ولی در نسخه بروکس، گفتگو ژولیت به تنهایی انجام می‌شود. با آوردن رومئو برای استراق سمع، شکسپیر روال طبیعی اظهار عشق را می‌شکند. معمولاً زن باید متواضع و خجالتی باشد تا مطمئن شود، خواستگار او صادق بوده است، اما با شکستن این قانون به انجام یافتن این برنامه سرعت می‌بخشد. دو عاشق قادر هستند تا از آشنایی اولیه بگذرند، و دربارهٔ نوع رابطه‌شان با یکدیگر گفتگو کنند- توافق کنند تا پس از آشنایی با یکدیگر پس از یک شب آشنایی با یکدیگر ازدواج کنند. در صحنه پایانی خودکشی، تناقضی در پیام وجود دارد- در آیین کاتولیک، خودکشی برابر با رفتن به جهنم است، در حالی که فردی که به همراه معشوقه‌اش بمیرد، به آیین عشق شهسوارانه، در بهشت به معشوقه‌اش می‌پیوندد. به نظر می‌رسد که عشق رومئو و ژولیت بیشتر به آیین عشق شهسوارانه گرایش دارد تا به دیدگاه آیین کاتولیک. اگرچه عشق آنان پرشور بود، تنها با ازدواج به کمال می‌رسد، که سبب از دست‌دادن حس هم‌دردی مخاطب می‌گردد.

### سرنوشت و شانس
محققان نقش سرنوشت را در نمایشنامه مجزا می‌کنند. اینکه سرنوشت شخصیت‌های داستان این بوده که بمیرند یا همهٔ اتفاقات به وسیلهٔ سلسله‌ای از بدبیاری‌ها اتفاق می‌افتد، اتفاق‌نظری وجود ندارد. استدلالاتی که در توجیه سرنوشت آمده، بیشتر براساس عاشقان ناکام است. به نظر می‌رسد که این عبارت بیشتر اشاره به ستاره‌هایی دارد که آینده عاشقان را از پیش تعیین کرده است. هم‌چنین، برخی دیگر از محققان بر این باورند که نمایشنامه، مجموعه‌ای از بدبیاری‌ها و بدشانسی‌هاست- بسیاری دیگر نیز این داستان را تراژدی قبول ندارند، و آن را ملودرام عاطفی می‌دانند. روث نوو، عقیده‌دارد که چیزی که در این داستان باعث رخ‌دادن «تراژدی کمتری» از حوادث می‌شود، کاراکترهای داستان نیستند، بلکه راوی داستان است. برای مثال، به رقابت طلبیدن تیبالت برای مبارزه، آنی نیست، بلکه پس‌از مرگ مرکوتیو است، و عملی است که انتظار داریم.

### دوگانگی (نور و تاریکی)
محققان از دیرباز براستفاده پررنگ شکسپیر از تشبیه نور و تاریکی در نمایشنامه تأکید دارند. کارولین اسپورجن درون‌مایه نور را، «سمبل زیبایی عشق جدید» می‌دانست، و بعدها منتقدان این تفسیر را گسترش دادند. برای مثال، هم رومئو وهم ژولیت، دیگری را نوری در تاریکی اطرافش می‌بیند. رومئو، از ژولیت با عنوان آفتاب پرنورتر از مشعل جواهر درخشان شب، و فرشته درخشان در میان ابرهای تاریک، یاد می‌کند. هنگامی که ژولیت که ظاهراً مرده، در مقبره خود قرار داده‌شده، او بر بالینش حضور یافت و به او گفت: «زیباییت سبب می‌شود این گنبد، پراز نور شود.» ژولیت نیز از رومئو با عنوان «روز در شب» و «سفیدتر از برف نشسته برپشت کلاغ» یاد می‌کند. تضاد بین نور و تاریکی می‌تواند یک نماد باشد─ تضاد بین عشق و نفرت، پیری و جوانی که به صورت استعاری است. گاهی‌ این استعاره‌های پیچیده، یکطنز دراماتیک ایجاد می‌کند. برای مثال، عشق رومئو و ژولیت نوری در دل تاریکی از نفرت است، که آنان را احاطه کرده، ولی همه تلاش‌شان برای به هم رسیدن در شب و در تاریکی انجام می‌شود، در حالی‌که همه دشمنی‌هایشان در طول روز انجام می‌گردد. این تناقض موجود در بین تصاویر، فضایی از دوراهی‌های اخلاقی در برابر معشوقه‌ها ایجاد می‌کند: وفاداری به خانواده یا وفاداری به عشق. در پایان داستان، زمانی که صبح غم‌انگیز است و خورشید چهره‌اش را در برابر غم و اندوه پوشانده است، نور و تاریکی به مکان واقعی‌شان برمی‌گردند، تاریکی بیرونی حقیقت را، و تاریکی درونی خانواده، دشمنی و خانواده‌ها و غم و اندوه نسبت به معشوقه‌ها را نشان می‌دهد. همه شخصیت‌ها، اکنون نادانی خود را در اتفاقات اخیر درنور می‌یابند، و به لطف عشق رومئو و ژولیت، باردیگر همه‌چیز به حالت طبیعی خود بازمی‌گردد. درون‌مایه نور در نمایشنامه، با درون‌مایه زمان، ارتباط تنگاتنگی دارد، چراکه برای شکسپیر، نور راه مناسبی برای بیان گذر زمان درخلال حوادث، از طریق خورشید، ماه و ستارگان است.

### زمان
زمان نقش بسیار مهمی در زبان و طرح کلی نمایشنامه ایفا می‌کند. هردوی رومئو و ژولیت برای به‌دست آوردن دنیای خیالی، خالی از زمان در برابر واقعیت‌های سختی که آنان را احاطه کرده، مبارزه می‌کنند. برای مثال هنگامی رومئو در هنگام ابراز عشقش به ماه قسم می‌خورد، ژولیت اعتراض کرده و می‌گوید: «به ماهی که بی‌ثبات است قسم نخور، /که هر ماه در مدار خودش تغییر می‌کند، /مبادا که عشق تو نیز متغیر باشد.» از همان ابتدای داستان، دو معشوقه با عنوان «دارای ستاره نحس» یاد می‌شوند، که به علم اختربینی و باور به زمان ارتباط دارد. این باور وجود داشت که ستاره‌ها سرنوشت انسان‌ها را رقم می‌زدند، و باگذشت زمان، آن‌ها نیز در آسمان حرکت می‌کنند، و همراه خود سرنوشت انسان‌ها را نیز تغییر می‌دهند. در آغاز داستان رومئو از بدبیاری ستارگان سخن می‌گوید، و هنگامی که از مرگ ژولیت آگاه می‌شود، او حرکت ستاره‌ها را برخلاف خودش می‌داند.
زمان هم‌چنین با درون‌مایه نور و تاریکی مرتبط است. در زمان شکسپیر، نمایشنامه‌ها اکثراً در زمان ظهر و در روشنایی روز اجرا می‌شد. این موضوع سبب شد تا نویسنده نمایشنامه، از کلمات روز و شب استفاده کرده و تماشاگران را به تخیل وادارد. شکسپیر از کلمات روز و شب، ستاره‌ها، ماه و خورشید استفاده می‌کرد تا این تخیل را ایجاد کند. او هم‌چنین از شخصیت‌هایی در داستان استفاده می‌کرد که نام برخی از روزهای هفته یا ساعات خاصی را داشتند تا به تماشاچی کمک کند تا گذر زمان را درک کند. درکل، بیش‌از ۱۰۳ ارجاع زمانی در این نمایشنامه یافت می‌شود، که سبب افزودن تخیل به متن می‌گردد.

## نقد و تفسیر

### تاریخ نقد

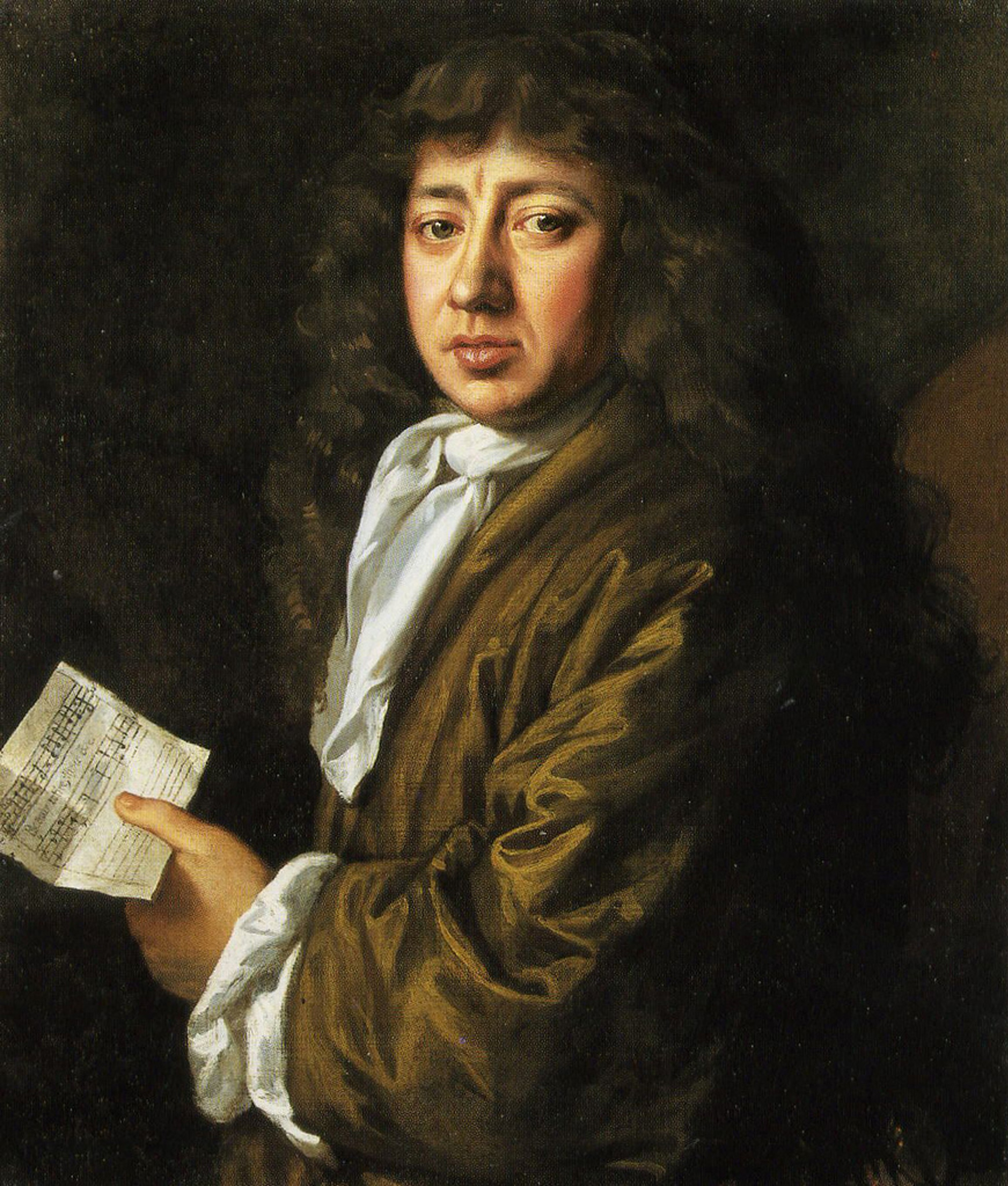
چهره اولین منتقد ثبت شده از این اثر، ساموئل پپیس اثر جان هایلز، رنگ روغن، ۱۶۶۶.

اولین نقد از این نمایشنامه، توسط ساموئل پپیس در سال ۱۶۶۲ نوشته شده است: «این نمایشنامه، بدترین نمایشنامه‌ای است که در عمرم شنیده‌ام» جان درایدن شاعر، ۱۰سال بعد در ستایش نمایشنامه، و شخصیت کمدی داستان مرکوتیو می‌نویسد: «شکسپیر بهترین مهارتش را در مرکوتیو نشان داده، چنان‌که خودش می‌گوید، او مجبور بود تا او را در صحنه سوم بکشد، تا از کشته شدنش توسط خودش جلوگیری کند.» نقد این نمایشنامه در قرن ۱۸ کم‌وبیش پراکنده بود، ولی کمتر تقسیم‌بندی می‌شود. نیکلاس روو اولین کسی بود که نقدش را بر اساس درون‌مایه داستان نوشت، که ان را مجازاتی برای دو خانواده متخاصم می‌دانست. در اواسط این قرن، چارلز گیلدون نویسنده و لرد کامس فیلسوف، بر این باور بودند که چون نمایشنامه از سبک کلاسیک نمایشنامه‌نویسی تبعیت نکرده است، در نتیجه یک شکست محسوب می‌شود. در تراژدی باید دگرگونی شخصیت داشته باشیم، نه اینکه همه‌چیز براساس سرنوشت رقم بخورد. اما، ساموئل جانسون نویسنده و منتقد، آن را یکی از آثار بسیارخوشایند شکسپیر می‌داند.
در اواخر قرن۱۸ و اوایل قرن ۱۹، نقدها بر روی پیام‌های اخلاقی داستان متمرکز شدند. منتقدانی همچونچارلز دیبدین اعتقاد داشتند که روزالین، عمداً به داستان اضافه‌شده، تا نشان دهد که قهرمان داستان چقدر بی‌پروا و بی‌ملاحظه بوده، و همین دلیل پایان غم‌انگیز داستان است. برخی نیز معتقدند که، فریار لورنس سخنگوی شکسپیر در اعلام‌خطر در شتاب‌زدگی‌های بی‌مورد است.

### ساختار دراماتیک
در داستان رومئو و ژولیت، شکسپیر از چندین تکنیک نمایشی استفاده کرده، که منتقدان را به تحسین واداشته است؛ بیشتر ازهمه تغیرات ناگهانی از کمدی به تراژدی، به‌چشم می‌آید. پیش از مرگ مرکوتیو در صحنه سوم نمایش، نمایشنامه در کل به‌صورت کمدی است. پس از مرگ ناگهانی او، نمایشنامه ناگهان جدی شده و لحن تراژیک به‌خود می‌گیرد. زمانی که رومئو به جای اعدام تبعید می‌شود، و فریار لورنس نقشه‌ای می‌کشد تا ژولیت را به رومئو برساند، تماشاچیان هنوز انتظار یک پایان خوش برای داستان دارند. آنان هم‌چنان نفس‌هایشان در سینه حبس شده، و منتظر آغاز صحنه پایانی در مقبره هستند: اگر رومئو به‌اندازهٔ کافی معطل شود تا فریار برسد، او و ژولیت به یکدیگر خواهندرسید. این تغییرات ناگهانی از امید به ناامیدی، تأخیر، امید تازه، برای ایجاد تراژدی به‌کار رفته‌اند، تا زمانی‌که در نهایت امید از بین می‌رود و دو معشوق در پایان می‌میرند.
شکسپیر هم‌چنین از ریزداستان‌هایی در نمایشنامه استفاده می‌کند، تا دید واضحی نسبت به فعالیت‌های شخصیت‌ها ایجاد نماید. برای مثال، در آغاز نمایش، رومئو عاشق روزالین است، که تمام پیش‌روی‌های او را رد می‌کند. شیدایی رومئو نسبت به او، دقیقاً با عشق او به ژولیت در تضاد است. این موضوع سبب می‌شود تا تماشاچی جدیت عشق رومئو و ژولیت و ازدواج آنان را درک کنند. عشق پاریس نسبت به ژولیت، بین احساسات ژولیت نسبت به او و نسبت به رومئو، در تضاد است.

### زبان
شکسپیر در طول نمایشنامه، از شکل‌های گوناگونی از فرم شاعرانه استفاده کرده است. او داستانش را با دیباچه ۱۴ سطری به شکل غزل‌وارهٔ شکسپیری آغاز می‌کند، که توسط گروه هم‌سرایان خوانده می‌شود. بیشتر داستان رومئو و ژولیت، به‌صورت شعر سپید نوشته شده، و بیشتر آن شعر پنج بحری است که با آثار بعدی شکسپیر تفاوت اندکی دارد. شکسپیر با توجه نوع شخصیتی که به‌کاربرده، فرم شعری متفاوتی انتخاب کرده است. هر کدام از این فرم‌ها، با احساسات شخصیت بر روی صحنه نیز، متناسب انتخاب می‌شود. برای مثال، هنگامی‌که رومئو در مورد روزالین سخن می‌گوید، او از غزل پترارکی استفاده می‌کند. غزل پترارکی در مواقعی استفاده می‌شد که مرد به‌وسیله آن زیبایی خارق‌العاده زنی را توصیف می‌کرد که امکان دسترسی به آن وجود نداشت، شرایط رومئو در مقابل روزالین این‌چنین بود. این غزل هم‌چنین توسط بانو کپیولت در وصف کنت پاریس نیز استفاده‌شد تا خوش‌منظر بودن او را به ژولیت نشان‌دهد. هنگامی‌که رومئو با ژولیت سخن می‌گوید، غزل پترارکی تبدیل به غزل دیگری می‌شود که از کلمات «زائر» و «مقدس» به عنوان استعاره استفاده می‌کند. درنهایت، وقتی‌که ان‌دو یکدیگر را بر روی بالکن ملاقات می‌کنند، رومئو تلاش می‌کند تا به‌وسیله غزل عشق خود را به او ثابت کند، ولی ژولیت با گفتن «تو عاشق منی؟» غزل را می‌شکند. با این کار اوبه دنبال یافتن جمله‌ای است تا احساس حقیقی خود را بیان کند، و از بزرگ جلوه‌دادن عشقشان خودداری نماید. ژولیت هنگام سخن‌گفتن با رومئو از کلمات تک‌هجایی استفاده می‌کند، او به‌هنگام سخن با کنت پاریس جملات و کلمات رسمی به‌کار می‌برد. شکسپیر این نوع از نثر را برای درک مردم عادی حفظ کرده است، اگرچه آن را برای شخصیتی همچون مرکوتیو نیز به‌کاربرده است.

### نقد روان‌شناسی
نقد روان‌شناسی اولیه از مشکلات عدیدهٔ رومئو و ژولیت سخن‌گفته، و ان را بیشتر به تصمیم‌های آنی رومئو، که از «عدم کنترل خود، و پرخاشگری‌اش» ناشی می‌شود مرتبط می‌داند، که در نهایت سبب مرگ مرکوتیو و خودکشی او و ژولیت می‌شود. رومئو و ژولیت از لحاظ روانشناختی، بسیار پیچیده است، سبب می‌شود تا خواننده با خواندن ان احساس همدردی با ان پیدا کند که معادل با بیماری است. نورمن هولاند، در سال۱۹۶۶نوشته است که، رؤیای رومئو در واقعیت، پراز روزهایی است که هم شامل دنیای بزرگسالی وی، هم عقده‌های دوران کودکی اوست؛ باتأکید براین‌که، شخصیت دراماتیک، انسانی با فرایندهای ذهنی متفاوت با نویسنده، نیست. منتقدینی چون جولیا کریستوا بر این نکته تأکید دارند که، نفرت موجود بین دو خانواده، سبب علاقه رومئو و ژولیت به یکدیگر شده است. این نفرت به‌خوبی، خود را در سخنان معشوقه‌ها نشان می‌دهد: برای مثال ژولیت از «عشق من از نفرتم سرچشمه می‌گیرد» سخن می‌گوید و اغلب عشق خود را در پیش‌بینی مرگ او نشان می‌دهد. این موضوع سبب حدس و گمان در خصوص مشکلات روانی نویسنده می‌شود، به‌ویژه با درنظرگرفتن غم و اندوه شکسپیر برای فرزندش همنت این حدس و گمان قوت می‌یابد.

### نقد فمینیستی
نقد ادبی فمینیستی دشمنی موجود بین خانواده‌ها، در جامعه پدرسالار شهر ورونا را نکوهش می‌کند. خشونت‌های مردانه اعمال‌شده بر رومئو، عامل اصلی پیش‌بردن تراژدی به انتهایش است. هنگامی‌که تیبالت مرکوتیو را می‌کشد، رومئو خشمگین می‌شود، و از اینکه ژولیت او را «زن‌نما» ساخته است، پشیمان می‌باشد. در این دیدگاه، مردان جوان، زمانی مرد می‌شوند که از رفتار خشونت‌آمیز پدرشان تقلید کنند. دشمنی نیز به خشونت مرد مرتبط است، چنان‌که لطیفه‌های گوناگونی در خصوص این‌مورد پیش از ازدواج ساخته شده است. ژولیت نیز از صفت تمکین زنانه برخورداراست، چرا که به افرادی همچون فریار اجازه می‌دهد تا مشکلاتش را برایش حل کنند. دیگر منتقدین، برجنبه فمینیسم اثر از زاویه تاریخ‌گرایی می‌نگرند، و بر این نکته تأکید دارند که نمایشنامه زمانی نوشته‌شده است که، نظم فئودالی به‌طور فزاینده‌ای توسط دولت به چالش کشیده شد، و نظام سرمایه‌داری ظهور کرد.

## میراث

### زمان شکسپیر

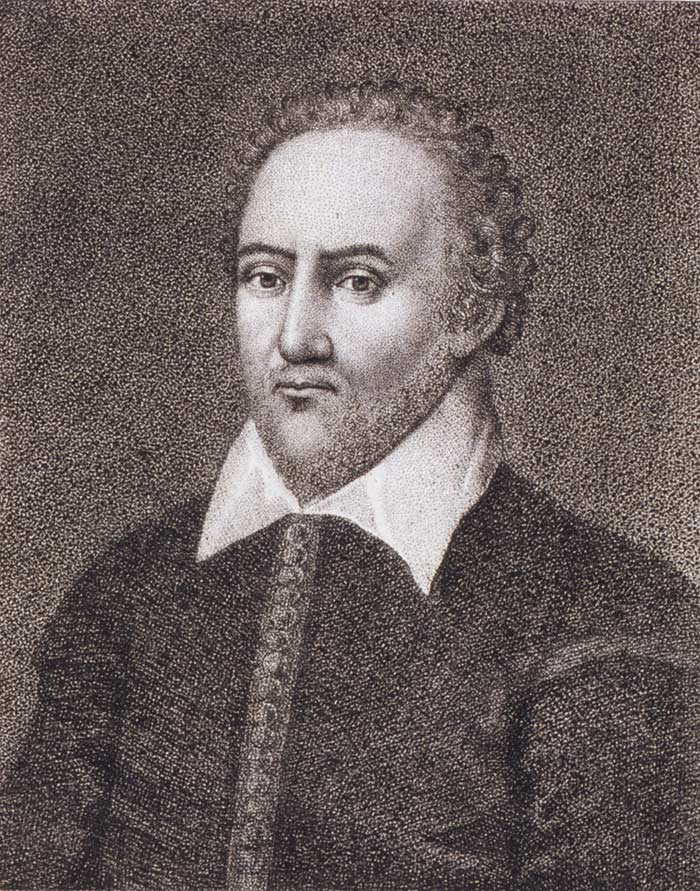
ریچارد بورباژ، احتمالاً نخستین بازیگر نقش رومئو

رومئو و ژولیت به همراه هملت نمایشنامه‌هایی هستند که به دفعات بر روی صحنه رفته‌اند. اقتباس‌های فراوان آن را تبدیل به یکی‌از مشهورترین و پایدارترین داستان‌های شکسپیر کرده است. حتی در زمان حیات شکسپیر نیز این نمایشنامه محبوبیت فراوانی داشت. محقق، گری تیلور، آن را جزو یکی‌از ۶نمایشنامه محبوب شکسپیر، پس از مرگ کریستوفر مارلو و توماس کید و پیش از استیلای بن جانسون می‌داند، و این زمان، دوره‌ای بود که شکسپیر بزرگ‌ترین نمایشنامه‌نویس لندن به‌شمار می‌رفت. زمان دقیق اولین اجرای این نمایشنامه مشخص نیست. اما گروه مردان چمبرلین نخستین اجراکنندگان آن بودند. ریچارد بورباگ احتمالاً بازیگر نقش اول بوده، و ارباب روبرت گوفه (یک پسر) نخستین بازیگر نقش ژولیت بوده است. این اجرا به احتمال فراوان در سالن تئاتر اجرا شده، و در کنار آن اجراهای دیگری در سالن تئاتر پرده انجام شده است. رومئو و ژولیت یکی از اولین نمایشنامه‌های شکسپیر بود که در خارج از انگلستان نیز اجرا شد: نسخه ساده و کوتاه‌شده‌ای آن در سال ۱۶۰۴ در شهرنوردینگلن اجرا گشت.

### دوره بازگردانی و تئاتر قرن هجدهم
تمامی سالن‌های تئاتر در۶سپتامبر ۱۶۴۲، توسط دولت پیوریتن بسته‌شدند. در طول بازگردانی سلطنت در سال ۱۶۶۰، دو شرکت انحصاری (شرکت پادشاهی و شرکت دوک‌ها) تأسیس شدند، و مجموعه تئاترهای موجود، بین ان‌دو شرکت تقسیم شد.

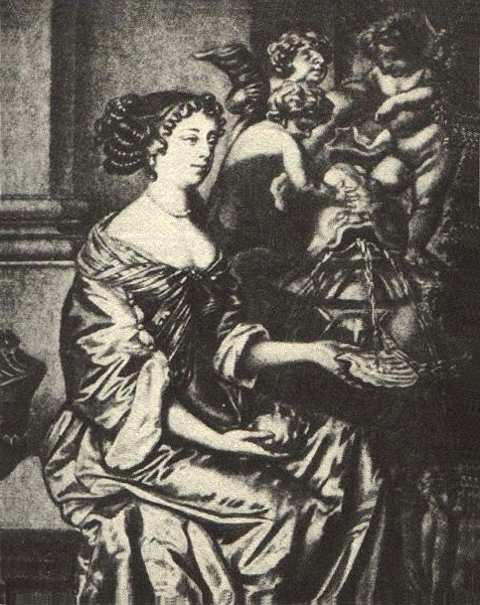
ماری ساندرسون

 اولین بازیگر رسمی نقش ژولیت سرویلیام داونانت از شرکت دوک، در سال ۱۶۶۲ نمایشی را بر روی صحنه برد که در ان، هنری هریس نقش رومئو، توماس بترتون نقش مرکوتیو و همسر بترتون ماری ساندرسون نقش ژولیت را بازی کردند: به احتمال فراوان او نخستین کسی بود که نقش ژولیت را به‌صورت حرفه‌ای بازی کرده است. نسخه دیگری از این نمایشنامه نیز مخصوص گروه داونانت بود که توسط شرکت دوک‌ها اجرا شد. این اثر یک کمدی‌تراژدی بود که توسط جیمز هاوارد ترتیب داده شده‌بود، و در ان هر دو معشوقه زنده ماندند.
تاریخچه و سقوط کایوس ماریوس، اثر توماس اوتوای یکی از اقتباس‌های ارزنده از شکسپیر بود که در سال۱۶۸۰ عرضه شد. صحنه از ورونای دوره رنسانس به رم باستان تغییر کرد: رومئو تبدیل به ماریوس، ژولیت تبدیل به لاوینیا شد و جنگ و دشمنی بین نجیب‌زادگان و مردم بود؛ ژولیت/لاوینیا پیش از مرگ رومئو/ماریوس از کما بیدار می‌شود. نسخه اوت وای بسیار موفق بود و به مدت ۷۰سال اجرا شد. نوآوری وی در صحنه پایانی، بسیار مورد توجه، و در۲۰۰ سال بعد بسیار مورد استفاده قرار گرفت: نسخهتیوفیلوس سیبر در سال ۱۷۴۴، و نسخه دیوید گریک در سال ۱۷۴۸ هردو از این نسخه الهام گرفته بودند.
اولین اجرا در آمریکای شمالی توسط گروهی آماتور انجام شد: در ۲۳ماه مارس سال ۱۷۳۰، یک فیزیک‌دان به‌نام یواخیم برتراند، در روزنامه گازته نیویورک، آگهی منتشر کرد، و در ان اعلام داشت که اجرایی بر روی صحنه خواهد برد که خودش در ان نقش عطار را بازی خواهدکرد. اولین اجرای حرفه‌ای در آمریکای شمالی توسط شرکت هاللام صورت پذیرفت.

### تئاتر قرن نوزده
نسخه تغییریافته گریک از این نمایشنامه بسیار محبوب گشت، و حدود یک قرن اجرا شد. تا اینکه در سال ۱۸۴۵ نسخه اصلی شکسپیر درامریکا توسط سوزان و شارلوت کوشمان در نقش رومئو و ژولیت به اجرا درآمد. پس از ان در سال ۱۸۴۷ در انگلستان توسط ساموئل فلپس در تئاتر سادلر ولز اجرا شد. خواهران کوشمان در حدود ۸۴ اجرای خود به نسخه شکسپیر وفادار ماندند. ایفای نقش رومئو توسط او، تحسین بسیاری را برانگیخت. روزنامه تایمز در مقاله‌ای نوشت: «به‌مدت طولانی نقش رومئو قراردادی بود. ایفای نقش توسط بانو کوشمان، خلاقانه، زنده، جذاب و سرسختانه بود.» ملکه ویکتوریا در مجله خود نوشت: «هیچ‌کس باور نمی‌کرد که او یک زن بوده است.» موفقیت کوشمان، سنت‌های گریک را درهم شکست، و راه را برای اجرای نسخه اصلی داستان در سال‌های بعد هموار ساخت.
اجراهای حرفه‌ای اثر شکسپیر، در قرن ۱۹، دو ویژگی اساسی داشتند: نخست، بیشتر آنان ستاره محور بودند، که دران بازیگران فرعی حذف می‌شدند تا بازیگران اصلی بیشتر به چشم آیند. دوم، بیشترشان، «تصویری» بودند، بدین‌گونه که، اعمال نمایش در مجموعه‌های دیدنی و جذاب و به‌صورت استادانه تهیه شده‌بودند (نیازمند مکث‌های طولانی برای تغییر صحنه بودند) و به‌طور مکرر از تابلوهای متحرک استفاده می‌کردند. اجرای هنری اروینگ در سال۱۸۸۲ در تئاتر لیسیوم (با ایفای نقش رومئو توسط خودش و ژولیت توسط الن تری) به عنوان نخستین الگو در سبک استفاده از تابلوهای تصویری شناخته می‌شود.
بازیگران آمریکایی به رقابت با همتایان انگلیسی خود پرداختند. ادوین بوث (برادر جان ویلکس بوث) و ماری مک‌ویکر (همسر ادوین) در۳فوریه سال ۱۸۶۹ در سالن مجلل تئاتر بوث رومئو و ژولیت را اجرا کردند. برخی گزارش‌ها حاکی از این است که این تولید و اجرا یکی از باشکوه‌ترین و استادانه‌ترین اجراهای رومئو و ژولیت در آمریکا بوده است. این اجرا بسیار مشهور شده، و در عرض ۶هفته به فروش ۶۰۰۰۰دلاری رسید. (معادل با ۱۰۶۳۰۰۰دلار امروزی). چنین می‌نویسند که: «تراژدی با دقت فراوان و با رعایت ادب و نزاکت از تمامی جهات، شبیه متن اصلی نوشته شده توسط شکسپیر بود.»
در طول قرن ۱۹، و بر اساس معیارهای اجرای حرفه‌ای، رومئو و ژولیت، به عنوان محبوب‌ترین اثر در بین آثار شکسپیر شناخته‌شد. اما در قرن بیستم، پس‌از هملت دومین اثر محبوب شکسپیر شد.

### تئاتر قرن بیستم
در سال ۱۹۳۳ نمایشنامه توسط کاتارین کرنل و شوهر کارگردانش گوتری مک کلینتیک احیا شد و یک تور دور دنیا به مدت ۷ماه را آغاز نمود. این نمایش با حضور بازیگرانی چون اورسون ولز، برایان اهرن وباسیل راثبون انجام می‌شد. این اجرا موفقیت کمی به‌دست‌آورد، و در نتیجه در بازگشت‌شان به نیویورک، کرنل و مک کلینیت در ان تجدیدنظر کردند، و برای نخستین بار، نمایشنامه بدون حتی کوچک‌ترین تغییر اجرا شد. این تولید جدید، در دسامبر۱۹۳۴ بر روی پرده رفت و رالف ریچاردسون در نقش مرکوتیو و ماوریس ایوانز در نقش رومئو بازی کردند. منتقدان عقیده‌داشتند که کرنل، «بهترین ژولیت زمان خود»، «تا ابد فراموش‌نشدنی» و جذاب‌ترین و زیباترین ژولیتی بود که صحنه تئاتر تا به امروز به‌خود دیده است.

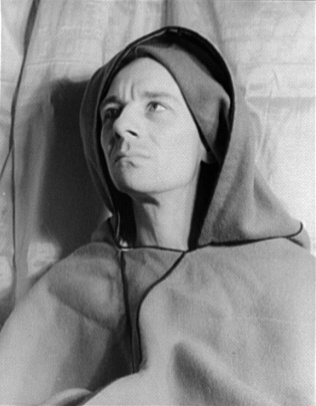
جان گیلگود کسی که بین مشهورترین بازیگرانی بود که در قرن بیستم نقش رومئو، فریار لورنس و مرکوتیو را بازی کرده است.

تئاتر نوین جان گیلگود در سال ۱۹۳۵ با حضور لورنس اولیور در نقش رومئو و مرکوتیو، که به صورت متناوب در طول ۶هفته تغییر می‌کرد، و پگی اشکرافت در نقش ژولیت بود. گیلگود به‌صورت استادانه از ترکیب دو نسخه اصلی شکسپیر استفاده کرد و فضای صحنه و لباس بازیگران را با توجه به عصر الیزابت انتخاب کرد. تلاش‌های او سبب‌شد تا موفقیت عظیمی در فروش داشته‌باشد و سبب‌شد تا رئالیسم تاریخی در تولیدات بعدی مدنظر قرارگیرد.
نسخه بعدی از پیتر بروک در سال ۱۹۴۷ آغاز سبک نوینی از رومئو و ژولیت بود. بروک علاقه چندانی به رئالیسم نداشت، و عقیده داشت آثار باید به‌گونه‌ای ترجمه شوند تا با دنیای مدرن ارتباط برقرار کنند. او بیان می‌کند، «یک تولید زمانی درست‌است که از صحت برخوردار باشد، و زمانی خوب است که موفقیت کسب کند.» بروک آشتی و صلح نهایی خانواده‌ها در پایان اثر را نیز حذف نمود.
دراغاز این قرن، تماشاگران بیش‌تر تحت‌تاثیر سینما قرارگرفتند و بیشتر به بازیگران جوان علاقه پیدا کردند، و چندان علاقه‌ای به بازیگران مسن نشان ندادند. یک مثال بارز برای این‌کار، تولید فرانکو زفیرللی درتئاتر اولدویک در سال ۱۹۶۰ بود، که در ان جان استراید و جودی دنچ بازی می‌کردند و بعدها در فیلم سینمایی ۱۹۶۸ نیز بازی کردند. زفیرللی این اثر را از ایده‌های بروک گرفت، و حدود یک سوم ان را حذف نمود، تا اثر جذاب‌تر شود. او در مصاحبه‌ای با مجله تایمز بیان کرد، که درون‌مایه‌های عشق و عدم درک متقابل دو نسل، با عصر معاصر متناسب است.
اجراهای اخیر، بیشتر شکل عصر مدرن را دارند. برای مثال، در سال۱۹۸۶ شرکت سلطنتی شکسپیر نمایشنامه را در شهر مدرن ورونا شکل دادند. چاقوهای ضامن‌دار جای شمشیرها را گرفتند و رومئو به‌وسیله سرنگ تزریق خودکشی کرد. در سال ۱۹۹۷، تئاتر فولگر شکسپیر نسخهٔ را اجرا کردند که در دنیای شهری امروز شکل گرفته‌بود. رومئو به کبابی کپیولت می‌رود تا ژولیت را ملاقات کند، و ژولیت هنگامی‌که در کلاس درس است، از مرگ تیبالت آگاه می‌شود.
نمایشنامه، معمولاً در فضای تاریخی اجرا می‌شد تا درگیری‌های ضمنی در نمایش را نیز به تماشاگر منتقل کند. برای مثال، چندین اجرا در فضای جنگ اسرائیل و فلسطین در دوران آپارتاید در آفریقای جنوبی و پس‌از انقلاب پوبلو اجرا شدند.
در سال ۲۰۱۳، رومئو و ژولیت در سالن تئاتر ریچارد راجرز در برادوی به روی صحنه رفت، و در فاصله زمانی ۱۹ سپتامبر تا ۸ دسامبر، حدود ۹۳اجرا را پس از ۲۷ پیش‌نمایش برگزار کردند و در ان اورلاندو بلوم و کوندولا راشاد ایفای نقش نمودند.

#### رقص باله
بهترین و معروف‌ترین نسخه از رقص باله رومئو و ژولیت از سرگئی پروکفیف است. . در ابتدا قرار بر این بود که به سفارش شرکت رقص باله کیروف اثر پایانی خوشی داشته‌باشد، اما پروکوفیف با توجه به محتوای موسیقی آن، این نظر را نپذیرفت. این اثر متعاقباً به شهرت فراوانی رسید، و طراحی آن توسط جان کرانکو (۱۹۶۲) و کنث مک میلان (۱۹۶۵) انجام‌شد.
در سال ۱۹۷۷، تولیدمایکل اسموین از این اثر بسیار رومانتیک و مهیج بود، و توسط شرکت رقص باله سان‌فرانسیسکو عرضه‌شد. این اثر نخستین رقص باله کامل بود که مورد استقبال شبکه پی‌بی‌اس و برنامه اجراهای عظیم قرار گرفت و در سال ۱۹۷۸پخش‌شد.

### موسیقی
حداقل ۲۷ اپرا براساس رومئو و ژولیت ساخته‌شده است. نخستین اپرا، رومئو و ژولیت سال ۱۷۷۶ بود، که توسط جورج بندا و به سبک زینگ اشپیل برگزارشد و در ان بسیاری از شخصیت‌ها و اعمالشان حذف ویک پایان خوش را صاحب شد. این سبک چندین‌بار نیز اجراشد. معروف‌ترین‌شان، رومئو و ژولیت از گوناد بود که در سال ۱۸۶۷اجراشد و پس‌از نخستین اجرا، موفقیت بسیاری کسب کرد، و تابه‌امروز نیز رواج داشته است. . از اپراهای بعدی می‌توان به رومئو و ژولیت اثر هنریش سوترمیستر در سال ۱۹۴۰اشاره کرد.
رومئو و ژولیت «سمفونی دراماتیک» از برلیوز اثر بسیار بزرگی بود که از۳بخش صداهای ترکیبی، گروه کر و ارکسترا تشکیل‌شده‌بود و در سال ۱۸۳۹ اجراشد. رومئو و ژولیت چایکوفسکی اثر چایکوفسکی پوئم سمفونی ۱۵دقیقه‌ای بود که از ملودی شناخته‌شده‌ای به نام «درون‌مایه عشق» استفاده کرد. استفاده مکرر چایکوفسکی از درون‌مایه موسیقی در رقص باله، صحنه بالکن، در رختخواب ژولیت و درمقبره، بعدها توسط بسیاری‌از کارگردانان مورد استفاده قرارگرفت: برای نمونه، درون‌مایه عشق نینا روتا به همین شیوه در فیلم سینمایی سال۱۹۶۸ مورد استفاده قرار گرفت. آهنگ‌سازان کلاسیک دیگری نیز تحت‌تاثیر این نمایشنامه قرارگرفتند که ازبین آنان می‌توان به هنری هیو پیرسون، اسوندسون، دلیوس، استن همر و کابالوسکی اشاره کرد.
مشهورترین اثر تئاتر موزیکال نسخه داستان‌کناره‌غربی بود که موسیقی اثر از لئونارد برنشتاین و متن آهنگ از استفن سوندهیم بود. این نسخه از فضای اواسط قرن بیستم شهر نیویورک و جنگ‌های خانوادگی به صورت گروهی و قومی نیز استفاده کرد.

### ادبیات و هنر

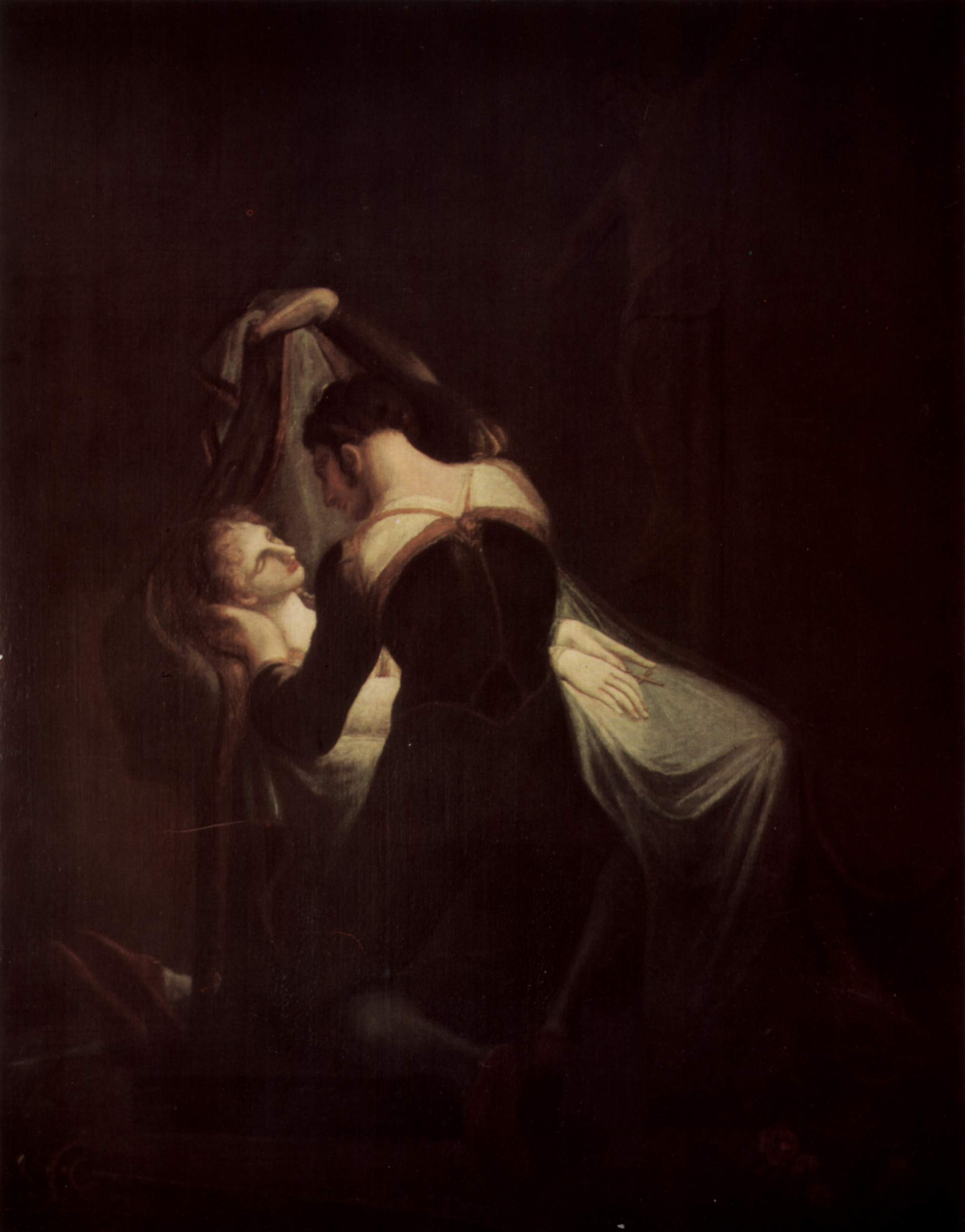
تخت مرگ رومئو و ژولیت، اثر هنری فوزلی ۱۸۰۹

رومئو و ژولیت تأثیر به‌سزایی بر ادبیات پس از خود داشت. پیش ازان، داستان عاشقانه، موضوع مناسبی برای تراژدی نبود. از بین آثار شکسپیر، رومئو و ژولیت بیشترین و متنوع‌ترین اقتباس‌ها، ازجمله شعر و روایت‌های نثر، درام، اپرا، ارکسترا و گروه‌های موسیقی، رقص باله، فیلم، آثار تلویزیونی و نقاشی را شامل‌شد. هم‌چنین کلمه «رومئو» در زبان انگلیسی مترادف کلمه «معشوقه مرد» قرارگرفت.
رومئو و ژولیت در زمان خود شکسپیر نیز مورد تقلید قرارگرفت: دو زن خشمگین ابینگدون اثر هنری پورتر(۱۵۹۸) و بروزدادن، استاد پاسبان اثر توماس دکر(۱۶۰۷) نمونه‌هایی بودند که دران از صحنه بالکن الهام‌گرفته‌شد و در ان قهرمان زن داستان درگیر بازی با لغات بین دو فرد است. این نمایشنامه، بعدها نیز آثار ادبی را تحت‌تاثیر قرارداد. برای نمونه این اثر طرح اولیه داستان نیکلاس نیکلبای از چارلز دیکنز شد.
رومئو و ژولیت یکی از آثار مصور شکسپیر نیزاست. نخستین تصویر مصور از این اثر، کنده‌کاری بر روی چوب از صحنه مقبره بود که توسط الیشا کرکال ساخته‌شد و در نسخه ۱۷۰۹ نیکلاس روو پدیدار گشت. پنج نقاشی نیز وجود دارند که به سفارش گالری بویدل شکسپیر در اواخر قرن ۱۸ طراحی شدند، ویکی از آنان تمامی صحنه‌های نمایشنامه را دربردارد. مد قرن۱۹ برای اجرای برنامه‌های «تصویری» منجر به ترسیم آثاری بر اساس الهام‌های مدیران طراحی گشت، و در عوض سبب تأثیر گرفتن نقاشان، از بازیگران و صحنه‌های تئاترشد. درقرن بیستم، بیشتر تصاویر نمادین از صحنه‌های فیلم‌های مشهور گرفته‌شد.
درسال۲۰۱۴،انتشارات سیمون و شوستر رمان پرستار ژولیت را که توسط تاریخ‌شناس و محقق پروفسور لوئیس ام.لوین نوشته شده است، منتشر خواهدکرد که دران اتفاقات ۱۴سال این نمایشنامه، از دیدگاه پرستار به تصویر کشیده‌شده است.

### ترجمه به فارسی
تراژدی مشهور شکسپیر؛ رومئو و ژولیت به صورت دوزبانه با ترجمه مهدی سجودی مقدم از سوی نشر مهراندیش در سال ۱۴۰۳ در ۵۰۸ صفحه به چاپ رسیده است.

### پرده سینما
رومئو و ژولیت نمایشنامه‌ای است که بیشترین فیلم ممکن از آن ساخته‌شده است. از برجسته‌ترین آثار می‌توان به فیلم رومئو و ژولیت محصول ۱۹۳۶ اثر جورج کوکور که نامزد دریافت ۲ اسکار بود، فیلم رومئو و ژولیت محصول ۱۹۶۸ اثر فرانکو زفیرللی و فیلم رومئو + ژولیت از باز لورمان اشاره کرد. دو مورد آخر، در زمان خود، بیشترین فروش را در بین آثار شکسپیر داشتند. فیلم رومئو و ژولیت برای نخستین بار، در دوره صامت، توسط جورج ملیس ساخته‌شد، اگرچه این اثر اکنون موجود نیست. نخستین نسخه شنیداری از فیلم‌ها، مربوط به فیلم جنگ هالیوود ۱۹۲۹ بود که دران جان گیلبرت صحنه بالکن را رودرروی نورما شیرر اجرا کرد.
رناتو کاستلینی جایزه شیر طلایی را از جشنواره فیلم ونیز به‌خاطر فیلم رومئو و ژولیت محصول ۱۹۵۴ دریافت کرد، که در این فیلم رومئو، لورنس هاروی یک بازیگر باتجربه بود. در عوض، سوزان شنتال، در نقش ژولیت، دانشجوی منشی‌گری بود که توسط کارگردان در میخانه لندن، کشف‌شد و بیشتر به‌دلیل پوست کم‌رنگ جذاب، و موهای بلوندش در این نقش بازی کرد.
استفن اورگل، فیلم رومئو و ژولیت محصول ۱۹۶۸ اثر فرانکو زفیرللی را «پر از جوانان زیبا و خوش‌رو، فیلمبرداری زیبا و صحنه‌های رنگارنگ باشکوه» توصیف می‌کند. در فیلم زفیرللی، لئونارد وایتینگ و اولیویا هاسی تجربه قبلی از بازیگری نداشتند، اما در این فیلم با نبوغ و پختگی بازی نمودند. زفیرللی به دلیل نمایش صحنه دوئل به عنوان پهلوانان دروغین که غیرقابل کنترل هستند، مورد تقدیر قرارگرفت.
فیلم رومئو و ژولیت و موسیقی متن فیلم از باز لورمان مورد توجه «نسل ام‌تی‌وی» قرارگرفت: مخاطبان جوانی که هم‌سن‌وسال شخصیت‌های داستان بودند. به‌مراتب تیره‌تر از نسخه زفیرللی، فیلم در فضای زمخت، خشن و ظاهری از سواحل ورونا و بیشه چنار فیلم‌برداری شد. لئوناردو دی‌کاپریو نقش رومئو و کلیر دینز نقش ژولیت را بازی کردند.
این نمایشنامه به‌طور گسترده‌ای در تلویزیون و فیلم‌سازی مورد اقتباس قرارگرفت. در سال ۲۰۰۶، فیلم موزیکال دبیرستان از شرکت دیزنی، از طرح کلی رومئو و ژولیت استفاده کرد، و دو معشوقه را در دو دبیرستان رقیب به جای دو خانواده دشمن، قرار داد. فیلم‌سازان از بازیگران برجسته در ساخت رومئو و ژولیت استفاده می‌کنند. غرور شکسپیر در نوشتن نمایشنامه رومئو و ژولیت بارها مورد استفاده قرارگرفته است. شکسپیر عاشق اثر سال ۱۹۹۸ از جان مادن نمونه‌ای است که در آن شکسپیر نمایشنامه را دربرابر پیش‌زمینه عشق نابودشده خود می‌نویسد. در فوریه سال ۲۰۱۴، شرکت برادوی اچ دی نسخه فیلمی از نمایشنامه رومئو و ژولیت برادوی را عرضه‌کرد. در این فیلم اورلاندو بلوم و کاندولا راشاد ایفای نقش می‌کنند. این فیلم در سطح بین‌المللی در آوریل ۲۰۱۴ عرضه شد.

### نسخه‌هایرومئو و ژولیت
- Gibbons, Brian, ed. (1980). Romeo and Juliet. The Arden Shakespeare, second series. London: Thomson Learning. ISBN 978-1-903436-41-7.
- Levenson, Jill L., ed. (2000). Romeo and Juliet. The Oxford Shakespeare. Oxford: Oxford University Press. ISBN 0-19-281496-6.
- Spencer, T.J.B., ed. (1967). Romeo and Juliet. The New Penguin Shakespeare. London: Penguin. ISBN 978-0-14-070701-4.